# Kamerunsegler
Der Kamerunsegler (Apus batesi), früher auch Mohrensegler genannt, ist eine Vogelart aus der Familie der Segler (Apodidae). Er ist ein kleiner, ungewöhnlicher Vertreter der Gattung Apus, seine schlanke Form mit dem tief gegabelten Schwanz kommt möglicherweise dem Weißbürzelsegler am nächsten.
Der Kamerunsegler kommt hauptsächlich in Westafrika vor und ist in großen Teilen des Verbreitungsgebiets eher selten anzutreffen. Im Vergleich zu den verwandten Arten ist der Kamerunsegler weniger gesellig und brütet nicht in Kolonien, oft werden einzelne Vögel oder kleinere Gruppen gesichtet, gelegentlich auch bis zu 30 Individuen.

## Beschreibung
Der Kamerunsegler ist mit einer Körperlänge von 14 Zentimetern und einer Flügellänge, die zwischen 122 und 132 Millimetern liegt, deutlich kleiner als der Mauersegler. Er ist ein ungewöhnlicher Vertreter der Gattung Apus und lässt sich keiner der Untergruppen der Gattung zuordnen. Seine schlanke Form mit dem tief gegabelten Schwanz kommt möglicherweise dem Weißbürzelsegler am nächsten. Das Gefieder ist sehr dunkel und der Kamerunsegler weist die gleichförmigste Färbung aller Apus-Arten auf. Einen derart undeutlichen Kehlfleck weist nur der Einfarbsegler auf. Charakteristisch für den Kamerunsegler ist der konstant schnelle Flug mit hochfrequentem Flügelschlag und gelegentlichen kurzen Gleitphasen.
Beide Geschlechter sehen gleich aus. Über die Lautäußerungen gibt es keine Angaben.

## Verbreitung
Die Vorkommen des Kamerunseglers beschränken sich fast ausschließlich auf Westafrika. Dort kommt er im Westen Kameruns und in angrenzenden Gebieten im Norden Gabuns vor. Weit verbreitet, aber recht selten ist er zudem in Liberia. Verstreute Sichtungen gibt es außerdem in vielen Westafrikanischen Ländern zwischen Sierra Leone und Nigeria. In Zentralafrika kommt der Kamerunsegler in der Zentralafrikanischen Republik sowie in der Region Kivu und im Tal des Semliki in der Demokratischen Republik Kongo vor.
Fast im gesamten Verbreitungsgebiet gilt der Kamerunsegler als selten, mit Ausnahme des Hochlands von Kamerun, dort ist die Art stellenweise regelmäßig zu sehen. Die Gesamtgröße des Verbreitungsgebiets wird auf 81.000 Quadratkilometer geschätzt. Der Kamerunsegler gilt überall als Standvogel.

## Lebensraum
Der Lebensraum des Kamerunseglers ist vorwiegend der hügelige Teil des tropischen Regenwalds, besonders Gebiete, in denen felsige Abschnitte vorhanden sind. Im Norden Liberias findet er sich im Höhenbereich von 500 bis 1500 Metern. Es wird vermutet, dass der Kamerunsegler auf Gebiete beschränkt ist, in denen Schwalben vorkommen, besonders Bronzeschwalben (Petrochelidon fuliginosa), in deren verlassenen Nestern der Kamerunsegler brütet.

## Fortpflanzung
Die Brutzeit liegt in Kamerun im Mai und Juni, in Gabun zwischen September und März und in Liberia im März und möglicherweise auch im Januar. Der Kamerunsegler brütet nicht in Kolonien und übernimmt Nester anderer Arten, beispielsweise der Bronzeschwalbe (Petrochelidon fuliginosa), des Baobabseglers (Telacanthura ussheri) oder möglicherweise auch der Maidschwalbe (Cecropis abyssinica).
Das Innere des aus Lehm gebauten Nests wird mit Federn und pflanzlichem Material ausgepolstert und mit Speichel verklebt. Das Gelege besteht aus zwei Eiern, deren Größe ungefähr bei 22 × 14,5 Millimetern liegt.

## Systematik
Der Kamerunsegler wird keiner der Superspezies der Gattung Apus zugeordnet. Es werden keine Unterarten unterschieden.